# Nabatäa (Stadt)
Nabatäa (auch Nabatiye, arabisch النبطية, DMG an-Nabaṭīya) ist der Verwaltungssitz des libanesischen Gouvernements Nabatäa und des gleichnamigen Distrikts im südlichen Libanon und hat etwa 250.000 ständige Einwohner.

## Beschreibung
Nabatäa ist die wichtigste Stadt des Gebietes Dschabal ʿĀmil (historische Bezeichnung des südlichen Libanons bis zur Gründung des modernen Libanon im Jahre 1920). Die Bewohner der Stadt sind überwiegend Schiiten, eine kleinere Minderheit stellen griechisch-katholische Christen dar.
Jeden Montag ist Markttag und Händler und Kunden strömen aus der Nachbarschaft Nabatäas in die Stadt, um Waren zu handeln.
Jedes Jahr gedenken Schiiten in Nabatäa am Aschura der Schlacht von Kerbela zu Ehren des Märtyrertums des Imam Houssein. Bei dieser Gelegenheit kommen zehntausende von überwiegend schiitischen Besuchern in die Stadt, um an den religiösen Zeremonien teilzunehmen. Nabatäa ist die Heimatstadt des theologischen Gelehrten Scheich Aref al-Zein und der Wissenschaftler Hassan Kamel al-Sabbah, Ahmad Reda und Mohammed Jaber Al Safa. Yassine Jaber, der amtierende Finanzminister des Libanons, stammt aus der Stadt. Die größte Familie ist die Jaber-Familie mit schätzungsweise 12.000 registrierten Wählern in Nabatäa.

## Geschichte
Nach dem ersten israelisch-arabischen Krieg wurden Hunderttausende Palästinenser aus ihrer Heimat vertrieben oder flohen. In der Nähe Nabatäas wurde ein Flüchtlingslager für sie eingerichtet. 1974 wurde es von der israelischen Luftwaffe bombardiert und zerstört. Dabei kamen etwa 27 Menschen ums Leben. Die Flüchtlinge zogen unter anderem in das Lager Ein el Helweh bei Sidon.
Die Gegend um Nabatäa litt besonders im Libanonkrieg 2006 unter der Bombardierung durch die israelische Luftwaffe. Es wird angenommen, dass etwa eine Million israelische Blindgänger im Südlibanon liegen. Diese stellen eine große Gefahr für die Bevölkerung dar.